# Adenia peltata
Adenia peltata är en passionsblomsväxtart som beskrevs av Schinz. Adenia peltata ingår i släktet Adenia och familjen passionsblomsväxter. Inga underarter finns listade i Catalogue of Life.